# Cnemophilus macgregorii
Cnemophilus macgregorii là một loài chim trong họ Cnemophilidae.